# Рубан, Станислав Борисович
Станисла́в Бори́сович Руба́н (род. 25 октября 1996, Луганск) — российский и украинский футболист, нападающий клуба «Севастополь».

## Биография
Родился в Луганске.
Воспитанник ЛОВУФК «Луганск» и ДЮФШ «Заря».
В начале 2018 года после 5-летнего перерыва присоединился к свердловскому «Шахтёру», выступающему в чемпионате ЛНР.
В январе 2021 года пополнил состав любительского клуба «Строитель». 
В сезоне 2022 с клубом стал победителем чемпионата Ростовской области. Также в сезоне 2023 занял 1-е место в группе ЮФО/СКФО Третьего дивизиона (ЛФК) и вышел во Вторую лигу (дивизион «Б»).
31 марта 2024 года в матче Второй лиги (дивизион «Б») против ялтинского «Рубина» дебютировал в профессиональном футболе за «Строитель».
25 июля 2024 года на правах аренды перешёл в белорусский клуб «Торпедо-БелАЗ». 11 августа 2024 года сыграл дебютный матч в чемпионате Беларуси против клуба «Слуцк».
4 декабря 2024 года после истечения срока действия арендного договора покинул клуб.
21 января 2025 года перешёл в «Севастополь».

## Статистика выступлений
| Выступление       | Выступление       | Выступление      | Лига | Лига | Кубки | Кубки | Еврокубки | Еврокубки | Итого | Итого |
| Клуб              | Лига              | Сезон            | Игры | Голы | Игры  | Голы  | Игры      | Голы      | Игры  | Голы  |
| ----------------- | ----------------- | ---------------- | ---- | ---- | ----- | ----- | --------- | --------- | ----- | ----- |
| Строитель         | Вторая лига («Б») | 2024             | 15   | 10   | 0     | 0     | —         | —         | 15    | 10    |
| Строитель         | Итого             | Итого            | 15   | 10   | 0     | 0     | —         | —         | 15    | 10    |
| → Торпедо-БелАЗ   | Высшая лига       | 2024             | 4    | 0    | 0     | 0     | 0         | 0         | 4     | 0     |
| → Торпедо-БелАЗ   | Итого             | Итого            | 4    | 0    | 0     | 0     | 0         | 0         | 4     | 0     |
| → Торпедо-БелАЗ-2 | Первая лига       | 2024             | 9    | 1    | —     | —     | —         | —         | 9     | 1     |
| → Торпедо-БелАЗ-2 | Итого             | Итого            | 9    | 1    | —     | —     | —         | —         | 9     | 1     |
| Севастополь       | Вторая лига («Б») | 2025             | 21   | 6    | —     | —     | —         | —         | 21    | 6     |
| Севастополь       | Итого             | Итого            | 21   | 6    | —     | —     | —         | —         | 21    | 6     |
| Всего за карьеру  | Всего за карьеру  | Всего за карьеру | 49   | 17   | 0     | 0     | 0         | 0         | 49    | 17    |

## Достижения
«Торпедо-БелАЗ»
- Бронзовый призёр чемпионата Беларуси: 2024